# Maximilià de Baden
Maximilià de Baden (Baden-Baden, 10 de juliol de 1867 - 6 de novembre 1929), gran duc de Baden, va ser l'últim canceller imperial d'Alemanya i cap de la casa del Gran Ducat de Baden.
Nascut el 1867 a la capital del gran ducat de Baden, Karlsruhe, era fill del príncep Lluís Guillem de Baden i de la princesa Maria Romanovsky, net del gran duc Carles Leopold I de Baden i de la princesa Sofia de Suècia per part de pare, mentre que per part de mare ho era del duc Maximilià de Leuchtenberg i de la gran duquessa Maria de Rússia. Era besnet del tsar Pau I de Rússia i del rei Gustau IV Adolf de Suècia.
Amb una llarga tradició liberal a l'esquena i casat amb una princesa anglesa, fou designat pel kàiser Guillem II de Prússia com l'home que havia de buscar la signatura de l'armistici amb els aliats. Nomenat canceller de l'Imperi el mes d'octubre de 1918 enmig d'una situació de plena retirada militar i d'efervescència revolucionària a l'interior poc va poder fer per signar un armistici honrós per Alemanya.
L'acceptació del govern imperial anava incorporat de la necessitat d'incorporar al Govern membres del Partit Socialdemòcrata Alemany (SPD). Malgrat tot, els esforços del govern del príncep Max per aconseguir un armistici es veieren interromputs per l'esclat de la revolució dels mariners a Kiel i la subseqüent revolta de guarnicions als ports. El canceller plantejà al kàiser la necessitat d'abdicar però aquest s'hi negà completament.
Pocs dies després Max de Baden anunciava sense el consentiment del kàiser l'adbicació de l'emperador com a kàiser d'Alemanya i rei de Prússia, en un període de tres dies tots els sobirans d'Alemanya abdicaren un a un. Ho feren de la següent forma:
- SM el kàiser d'Alemanya i rei de Prússia, Guillem II de Prússia. (8 - Novembre).
- SM el rei de Baviera, Lluís III de Baviera.
- SAGD el gran duc de Baden, Frederic II de Baden.
- SAGD el gran duc de Hessen-Darmstadt, Ernest Lluís IV de Hessen-Darmstadt.
- SAR el duc de Brunsvic, Ernest August de Hannover.
- SAGD el gran de Saxònia-Weimar-Eisenach, Guillem Ernest I de Saxònia-Weimar-Eisenach. (9 - Novembre).
- SAR el duc de Saxònia-Meiningen, Bernat III de Saxònia-Meiningen. (10 - Novembre).
- SAR el duc de Saxònia-Coburg Gotha, Carles Eduard del Regne Unit
- SAGD el gran duc d'Oldenburg, Frederic August II d'Oldenburg. (11 - Novembre).
- SAR el príncep de Reuss-Greiz, Enric XXIV de Reuss-Greiz. Línia vella.
- SAR el príncep de Reuss-Gera, Enric XXVII de Reuss-Gera. Línia jove.
- SAR el duc d'Anhalt, Joaquim Ernest I d'Anhalt. (12 - Novembre).
- SM el rei de Saxònia, Frederic August III de Saxònia. (13 - Novembre).
- SAR el duc de Saxònia-Altenburg, Ernest II de Saxònia-Altenburg.
- SAR el príncep de Waldeck und Pyrmont Frederic de Waldeck-Pyrmont.
- SAGD el gran duc de Mecklenburg-Schwerin, Frederic Francesc IV de Mecklenburg-Schwerin. (14 de novembre). També pel territori de Mecklenburg-Strelitz.
- SAR el príncep de Schaumburg-Lippe, Adolf II Bernat de Schaumburg-Lippe. (16 - Novembre).
- SAR el duc de Lippe, Juli Ernest I de Lippe.
- SAR el príncep de Schwarzburg-Rudolstadt, Günther Víctor de Schwarzburg-Rudolstadt. (23 de novembre). Inclou el territori de Schwarzburg-Sondershausen.
- SM el rei de Württemberg, Guillem II de Württemberg. (29 - Novembre).

L'abdicació del rei de Württemberg posava fi a més de mil anys d'història de moltes de les monarquies alemanyes. Alhora, el príncep Max de Baden cedia la cancelleria al president de l'SPD, Friedrich Ebert.

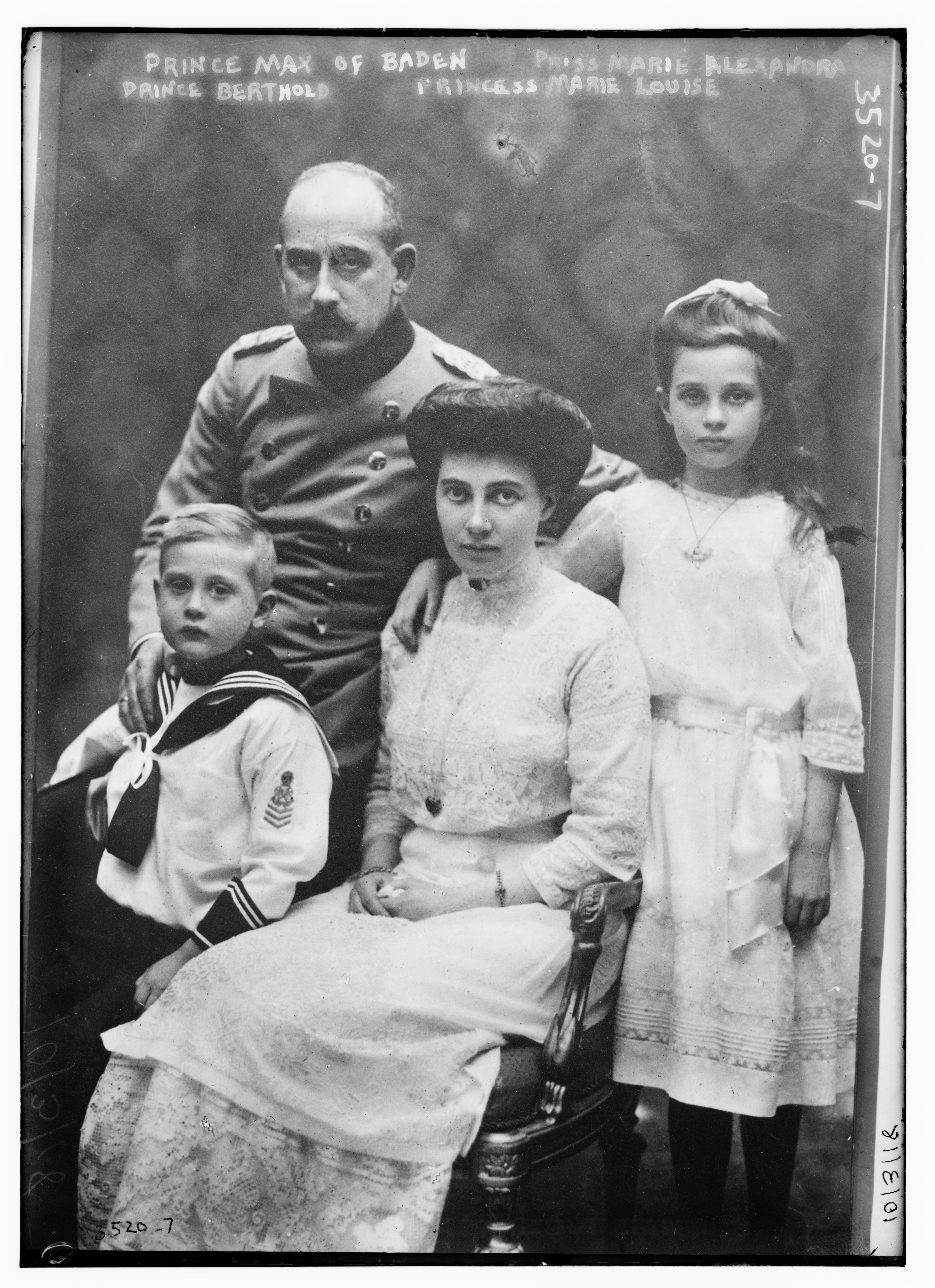
Maximilià de Baden i la seva muller, Maria Lluïsa de Hannover, i els seus dos fills: Bertold i Maria Alexandra

El príncep, que a partir d'aquell moment gaudí d'un enorme prestigi, tant a Alemanya com a la resta d'Europa es retirà a Karlsruhe on, a partir de 1928, i tan sols durant un any, exercí de cap de la casa gran ducal de Baden.
El príncep es dedicà fortament a un innovador projecte educador encapçalat pel pedagog d'origen jueu Kurt Hahn. El projecte obrí un seguit de centres educatius l'estrella dels quals era el que es portava, i encara, a terme al castell de Salem, propietat de la família gran ducal. El projecte consisteix a educar en la disciplina del deure i en exterioritzar les potencialitats individual. El príncep protegí i finançà el projecte de Hahn que havia conegut durant la seva estada a la cancelleria. Entre altres alumnes, el projecte Hahn-Baden ha comptat amb la reina Sofia de Grècia, amb la princesa Irene de Grècia, amb el príncep Felip d'Edimburg i amb el príncep de Gal·les, Carles del Regne Unit. El projecte ha restat vinculat amb les famílies reials del Regne Unit, Grècia i Baden.
El príncep es casà l'any 1901 amb la princesa Maria Lluïsa de Hannover, filla del duc Ernest August de Hannover i de la princesa Thyra de Dinamarca. La parella tingué dos fills:
- SAR la princesa Maria Alexandra de Baden nascuda a Karlsruhe el 1902 i morta el 1944 en un bombardeig americà sobre la ciutat de Frankfurt. Es casà amb el príncep Wolfgang de Hessen-Kassel.
- SAR el marcgravi Bertold de Baden, nascut a Salem el 1904 i mort el 1963 d'una parada cardíaca mentre conduïa. Es casà amb la princesa Teodora de Grècia.